# Uelfetal mit Nebentälern
Das Naturschutzgebiet Uelfetal mit Nebentälern liegt auf dem Gebiet der Stadt Radevormwald im Oberbergischen Kreis in Nordrhein-Westfalen.
Das etwa 89,7 ha große Gebiet, das im Jahr 2001 unter Naturschutz gestellt wurde, erstreckt sich nördlich der Kernstadt Radevormwald entlang der Uelfe direkt an der am südlichen Rand vorbeiführenden Landesstraße L 414. Unweit westlich des Gebietes fließt die Wupper, unweit östlich verläuft die B 483, südlich verläuft die B 229.